# 猜想

黎曼ζ函數Re(s)在臨界線Re(s) = 1/2上的實部（紅色）及虛部（藍色）。頭幾個非平凡的零點出現在Im(s) = ±14.135, ±21.022 and ±25.011。黎曼猜想認為黎曼ζ函數的所有非平凡零點都在臨界線上

數學中的猜想是在根據不完全資訊下的結論及命题，是不知其真假的數學敘述，它可能為真，暫時未被證明或反證 。某些猜想會稱為「假設」，尤其是當它是針對某些問題提出的答案。
像黎曼猜想（目前仍然是猜想）或是費馬最後定理（以往是猜想，一直到1995年才得證）都對數學歷史帶來許多的進展，而且為了證明這些猜想，也發展了新的數學領域。
當猜想被證明後，它便會成為定理。猜想只要未成為定理，數學家都要小心在邏輯結構之中使用這些猜想。猜想主要因為類比推理和偶然發現的巧合而出現。數學家通常會使用不完全歸納法，來測試自己的猜想。例如費馬曾經根據首五個費馬數是素數，便猜想所有費馬數都是素數（此猜想已被推翻）。

## 猜想的解決方式

### 證明
正式數學是以可以驗證的事實為基礎。在數學上，一個猜想不管有多少的例子支持，都無法讓猜想變成定理，因為只要有一個反例立刻就可以推翻此一猜想。數學家會設法為猜想尋找反例，有時數學期刊的論文內容會提到針對猜想尋找反例的範圍已經超過以往的紀錄。例如考拉兹猜想內容是特定的整數數列是否會結束在特定的一個數值，已經針對268以下的所有整數進行測試。不過沒有找到反證不代表反證不存在，也不代表猜想成立，有可能有極少數的反證存在，只是因為數值太大或是其他原因，尚未找到這個反證。
一個猜想只有在邏輯上不可能為誤時，才能視為此一猜想成立。作法有許多種，細節可以參考證明技巧。
若猜想的可能反例只有有限多組時，有一種證明方式稱為「暴力法」（brute force），就是用所有的反例一一驗證，確定它們都不是反例。因為可能反例的數量可能很多，此時的暴力法可能需要配合一些實際的作法，例如用電腦演算法來確認所有的可能反例都不是反例。像1976年及1977年的四色定理暴力法證明，一開始也有人質疑，最後在2005年由定理證明軟體確認過結果無誤。
若猜想已被證明，猜想就不再是猜想，而是定理了。有許多重要的定理是從猜想開始的，例如几何化猜想（證明了庞加莱猜想）、费马大定理等。

### 反證
若已找到反例的猜想，有時會稱為「假猜想」，例如波利亞猜想及欧拉猜想。

### 不能解決的猜想
並非所有的猜想都能解決。連續統假設已被顯示為不能決定（或獨立）於集合論公理體系。可以將此陳述或其反例作為一個新的體系而保持一致（例如可以視平行公理或真或假）。
在這個情況，若果某個證明使用了這個陳述，研究者通常會找尋另一個不須假設的解（同樣道理，想像一件誘人的事情——歐幾理德幾何的陳述可以只用中立幾何（axioms of neutral geometry）的公理來證明，那就是沒有平行公理）。除非是專注研究這個公理，研究者通常不必擔心結果要不要選擇公理。